# Fodbold Club Fredericia af 1991
L'FC Fredericia è una squadra di calcio professionistico danese con sede a Fredericia. Milita nella 1. Division, la seconda serie del campionato danese di calcio.

## Storia
Il club e stato fondato nel 1991 da una collaborazione tra il Fredericia forenede Fodboldklubber e il Fredericia KFUM.
Nel 2003 il Fredericia fF ha deciso di abbandonare la collaborazione e da allora esiste solo più la Fredericia KFUM.
Nell'autunno 2005 e arrivato il primo trofeo: la Fionia Bank Cup.

## Palmarès

### Altri piazzamenti
- Coppa di Danimarca:

Semifinalista: 2017-2018, 2023-2024
- 1. Division:

Secondo posto: 2024-2025
Terzo posto: 2019-2020

## Organico

### Rosa 2024-2025
Aggiornata al 20 marzo 2025.
| N. |                      | Ruolo | Calciatore         |
| -- | -------------------- | ----- | ------------------ |
| 1  | Danimarca (bandiera) | P     | Alexander Nybo     |
| 2  | Danimarca (bandiera) | D     | Nicolaj Ritter     |
| 3  | Danimarca (bandiera) | D     | Jacob Buus         |
| 4  | Danimarca (bandiera) | D     | Erik Nissen        |
| 5  | Fær Øer (bandiera)   | D     | Sonni Nattestad    |
| 6  | Danimarca (bandiera) | D     | Mads Eriksen       |
| 7  | Danimarca (bandiera) | A     | Dennis Høegh       |
| 8  | Ghana (bandiera)     | C     | Michael Baidoo     |
| 9  | Danimarca (bandiera) | C     | Christian Sørensen |
| 10 | Danimarca (bandiera) | A     | Anders Holvad      |
| 11 | Danimarca (bandiera) | A     | Andreas Oggesen    |

| N. |                      | Ruolo | Calciatore            |
| -- | -------------------- | ----- | --------------------- |
| 12 | Nigeria (bandiera)   | D     | Henry Uzochukwu       |
| 13 | Danimarca (bandiera) | D     | Mathias Johannsen     |
| 14 | Danimarca (bandiera) | A     | Mathias Jacobsen      |
| 15 | Danimarca (bandiera) | C     | Mathias Gertsen       |
| 18 | Danimarca (bandiera) | P     | Yakup Özkir           |
| 20 | Danimarca (bandiera) | C     | Christian Ege Nielsen |
| 21 | Danimarca (bandiera) | C     | Sofus Berger          |
| 22 | Danimarca (bandiera) | C     | Victor Torp           |
| 23 | Danimarca (bandiera) | A     | Sebastian Buch        |
| 98 | Danimarca (bandiera) | C     | Agon Mucolli          |
|    | Danimarca (bandiera) | D     | Svenn Crone           |